# Кочешовка
Кочешовка — деревня в составе Уинского муниципального округа в Пермском крае.

## Географическое положение
Деревня расположена в южной части округа на расстоянии примерно 9 км на юг по прямой от села Уинское.

## Климат
Климат умеренно-континентальный. Зима продолжительная, снежная. Средняя температура января −17 °C. Лето умеренно-тёплое. Самый тёплый месяц — июль. Средняя температура июля +25 °C. Образование устойчивого снежного покрова происходит в среднем во второй декаде ноября, продолжительность снежного покрова — 170 дней. Средняя из наибольших декадных высот снежного покрова за зиму составляет 59 см. Почва промерзает в среднем на глубину 68—76 см. Разрушение устойчивого снежного покрова приходится на конец второй декады апреля. Годовая сумма осадков составляет в среднем 557 мм.

## История
Известна с 1859 года как деревня Кочешовка 2-я (Чердаки). Деревня до 2019 года входила в состав Уинского сельского поселения Уинского района. После упразднения обоих последних муниципальных образований входит непосредственно в состав Уинского муниципального округа.

## Население
Постоянное население составляло 245 человек в 2002 году (90 % русские), 167 человека в 2010 году.